# Světový koncert
Světový koncert (v anglickém originále World Wide Recorder Concert) je sedmnáctý díl třetí řady amerického komediálního animovaného televizního seriálu Městečko South Park. 

## Děj
Žáci základní southparkské školy jedou vystoupit na celostátní dětskou flétnovou soutěž Má země, tak i tvá do Arkansasu pořádanou Yoko Ono a Kennym G. Když jsou na southparskské děti ostátní děti z jiných států zlé, Stan, Kyle a Eric se jim rozhodnou pomstít se změnou not v písni, kterou všechny děti trénují. Do písně dají tzv. hnědý tón, při jehož slyšení se lidé vykálí. Pápír určený pro děti se však dostane do rukou vedoucích a ti změnu převedou do napovídajícího textu. Čtyři miliony dětí tak pozměněnou píseň naráz v den vystoupení zahrají, čímž to uslyší lidé celého světa, kteří se z toho vyměší. Zlé děti tím zaujmou a začnou hochy ze Southparku respektovat. Pan Garrison mezitím v Arkansasu řeší své psychické komplexy z dětství, že ho otec nikdy neznásilnil. Začne otce nenávidět a tlačit na něj, aby s tím něco udělal. Jeho otec věc vyřeší tím, že se Kenny G za něj vydá a vyspí se s jeho synem. Kenny G za to nic nechce a pan Garrison začal být šťastný.